# Monestir de Sant Quirze de Colera
El monestir de Sant Quirze de Colera és una abadia benedictina de l'antic comtat d'Empúries, dins els límits del bisbat de Girona, situada a l'actual terme municipal de Rabós (Alt Empordà). És un conjunt arquitectònic format per la basílica de Sant Quirze, diverses dependències monàstiques organitzades al voltant del pati del claustre, una torre de defensa i restes d'un pany de muralla, l'església de Santa Maria i les restes de l'antic hospital. Està situat a uns cinc quilòmetres de distància i prop del camí vell al coll de Banyuls. És una obra declarada bé cultural d'interès nacional.

## Descripció

### Església
L'església de Sant Quirze té una planta basilical de tres naus, amb transsepte i tres absis semicirculars, orientats a llevant. La nau central i el creuer estan coberts amb volta de canó, mentre que les naus laterals i els absis presenten voltes de quart d'esfera. L'absis central, de mida més gran que les absidioles laterals, també presenta arcuacions llombardes a l'interior del temple i s'obre a la nau mitjançant un doble arc de mig punt en gradació, amb les impostes bisellades, que també es repeteix a l'absidiola de tramuntana. La de migdia, en canvi, presenta un arc rebaixat que fou modificat tardanament. Entre l'absis central i l'absidiola meridional es construí posteriorment una capella de planta rectangular, coberta amb volta apuntada i oberta al transsepte mitjançant un arc també apuntat. Les naus són separades per pilars cruciformes als que s'adossen les pilastres que sostenen els arcs torals i formers. Els arcs interns del temple són de mig punt.
Pel que fa a les obertures, cada absis presenta una finestra de doble esqueixada i arcs de mig punt. N'hi ha dues més de les mateixes característiques situades al creuer, una al mur de migdia i l'altra a l'extrem nord-oest de l'estructura. A la part superior de la nau central, damunt de l'absis, hi ha una finestra circular adovellada. El temple també compte amb tres portes d'accés, tot i que les de tramuntana i ponent estan actualment tapiades. La porta situada al mur de migdia, actual accés a l'interior, és d'arc de mig punt adovellat, amb els brancals fets de carreus desbastats. La porta ubicada al frontis, a la banda de ponent, està formada per dos arcs de mig punt en gradació, amb una llinda de força amplada i el timpà omplert amb carreus escairats. Damunt seu hi ha una finestra de grans dimensions de doble esqueixada i arcs de mig punt. A banda i banda hi ha dues finestres de les mateixes característiques, tot i que de mida més petita.
La façana està rematada per un campanar d'espadanya format per quatre grans pilastres sense cloure, més el basament de dues més. Exteriorment, la capçalera triabsidal és l'única part de l'edifici que presenta decoració llombarda. La construcció està bastida amb pedres poc treballades de mida mitjana, disposades en filades. Als murs de migdia i tramuntana, l'aparell combina la tècnica de l'opus spicatum amb petits carreus alineats sense espiga. Davant de la façana principal, i adossades al costat de migdia del creuer, hi ha restes del primitiu temple preromànic, consistents en unes escales de pedra i la primera crugia del temple primitiu, així com rastres del basament d'un absis al costat de l'actual absidiola de migdia.

### Claustre
Les restes del claustre del monestir estan ubicades a la banda de migdia de la basílica. Adossades a l'extrem de ponent del mur de migdia del temple hi ha restes d'una de les dependències monàstiques i, disposat en paral·lel a la part restant del mur, hi ha el fragment d'una de les galeries del claustre. Està format per dues arcades dobles de mig punt adovellades, separades per un gran pilar carreuat i recolzades en columnes i grans capitells. A la banda de llevant del pati del claustre hi ha un fragment de mur amb aparell d'opus spicatum pertanyent a un dels edificis de les antigues dependències monàstiques.
Tancant el claustre per la banda de ponent hi ha un edifici de planta rectangular força allargada, amb la coberta d'un sol vessant a l'exterior i volta apuntada seguida internament, tot i que a la part sud està esfondrada. La façana principal està orientada al claustre i presenta dos portals d'accés de mig punt adovellat a la planta baixa i, al pis, dues finestres de doble esqueixada i arcs de mig punt. La façana de ponent, encarada a l'exterior del recinte, presenta el basament atalussat i una llarga espitllera. Al pis hi ha dues finestres de doble biaix, pràcticament idèntiques a les de la façana principal. L'aparell és bastit amb carreus de pedra ben desbastats, disposats en filades. La construcció ha estat identificada com el refectori o bé el dormitori del monestir.

### Altres construccions

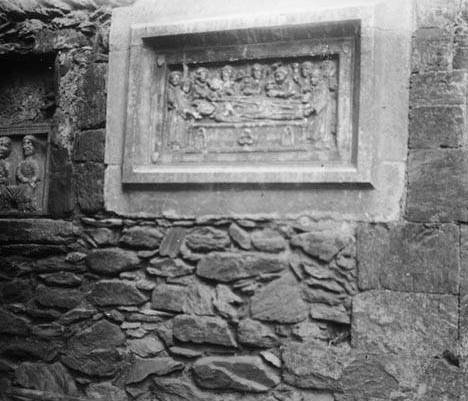
Làpida de l'abat Berenguer de Vilatenim (segle XIV) situada originàriament al claustre del monestir.

A la banda de migdia hi ha un altre edifici que s'ha identificat com la casa de l'abat, i que ha servit de masia fins no fa gaire temps. És rectangular, està format per tres cossos adossats amb les cobertes d'un sol vessant i distribuït en planta baixa i pis. La façana principal, orientada a l'exterior del recinte, presenta un portal de mig punt adovellat i una llarga espitllera a la planta baixa, mentre que al pis hi ha dues finestres rectangulars emmarcades en carreus i amb les llindes biforades amb arquets trilobulats i les impostes motllurades. La banda nord de la construcció presenta una gran volta de mig punt bastida en pedra, a la planta baixa, i finestres reformades fetes amb maons al pis. A l'interior hi ha estances cobertes amb voltes de canó i restes de l'encanyissat i arcs torals adovellats, a la planta baixa. Es conserva un mur en opus spicatum pertanyent a la construcció del segle x o anterior.
Darrere de l'absis de la basílica hi ha les restes de les fortificacions que delimitaven el recinte. Des de l'extrem nord-est de la capçalera surt un tram de muralla que conserva diverses sageteres. Un altre tram de muralla estava disposat en paral·lel a l'anterior, a migdia, delimitant un recinte que comunicava els edificis del monestir amb la torre angular, situada a uns trenta metres a llevant. La torre és de planta quadrada i presenta diverses espitlleres i finestres disposades a diferent nivell. Actualment ha perdut la seva coberta. A la cantonada nord-oest de la basílica, gràcies a les tasques arqueològiques dutes a terme els últims anys, també es localitzen restes d'un mur fortificat amb sageteres integrades al parament.
Les restes de l'edifici que ha estat identificat com l'hospital estan situades al nord-oest del conjunt monàstic, en una zona una mica elevada. Es tracta d'un edifici de planta rectangular, sense coberta i mig enrunat, bastit en pedra sense treballar i fragments de material constructiu, lligat amb abundant morter de calç. Encara hi ha un altre edifici aïllat situat al nord-est del monestir, actualment destinat a bar-restaurant, tot i que havia servit de corral.
L'església de Santa Maria de Colera està situada a pocs metres a ponent del monestir. El temple és d'una sola nau amb absis de planta semicircular, capçat a llevant. La nau presenta una volta apuntada i seguida, mentre que la de l'absis és ametllada. Aquest espai s'obre a la nau mitjançant dos arcs apuntats adovellats. Adossat al parament de tramuntana hi ha un basament sobresortit. L'edifici està il·luminat mitjançant cinc finestres de doble esqueixada i arcs de mig punt, tres situades al mur de migdia, una al frontis i l'altra al fons de l'absis. La porta d'accés, situada al mur de migdia, està formada per dos arcs de mig punt en gradació, amb una gran llinda i timpà semicircular. La construcció és bastida amb carreus de pedra desbastats, disposats en filades regulars. En el decurs dels darrers anys s'han anat efectuant diverses tasques de consolidació i restauració de l'edifici, que encara continuen.

## Història

### Consagracions
Els orígens de Sant Quirze de Colera són difícils de precisar degut a la problemàtica d'un document que molts historiadors consideren una falsificació del segle xiii. En aquest s'assenyala que la fundació fou avalada ja a inicis del segle ix per Carlemany. En aquest s'esmenta que vers l'any 800 dos germans, Libenci i Assenari juntament amb els seus familiars, fundaren un monestir tant per fer vida cenobítica i per poder treballar les terres. Després d'aprisiar aquestes terres varen anar a la cort de Carlemany per obtenir un precepte de possessió.
La consagració de l'església del monestir a Sant Quirze, Sant Andreu i Sant Benet no fou fins a l'any 935, quan el bisbe Guiu de Girona, a demanda de l'abat Manuel, consentí. En el text que recull la consagració també s'esmenta que l'església havia estat reedificada enderrocant parts inútils fins als fonaments i mantenint les parts aprofitables, es parla dels ornaments reparats, dels canals i de les construccions útils reformades, de les campanes i les obres refetes. Cal esmentar que sota el protagonisme de l'abat Manuel, el cenobi va viure un període d'engrandiment i prosperitat. Encara de més significació pel futur del monestir foren els importants alous que li van llegar els comtes d'Empúries Rosselló Gausbert i el seu fill Gausfred durant gran part del segle x. Amb aquestes possessions l'abadia consolidà uns forts dominis jurisdiccionals al llarg d'un ampli territori que s'estenia per l'Albera i que comprenia, ja en aquest moment, el tram de litoral que, aproximadament, correspon al que avui pertany als municipis de Portbou i Colera.
Aquesta no fou l'única consagració, donat que es tenen notícies d'una altra l'octubre del 1123 als mateixos sants del monestir, però també de l'església de Sant Maria, aquesta vegada a mans del bisbe Berenguer de Girona, en presència d'Arnau, bisbe de Carcassona, de Pere, bisbe d'Elna i de molts altres personatges, tant laics com religiosos. Aquest és un moment d'intensa renovació edilícia i que també correspongué a un període d'ampliació dels territoris del monestir vers tramuntana. Al segle xiii es consoliden els seus drets jurisdiccionals amb diverses butlles papals, compres de terres, etc. Malgrat això, també fou objectiu militar; la campanya de Felip l'Ardit (1285), fou envaït per tropes de Jaume de Mallorca (1288).

### Restauració
A partir del segle xv arriben les primeres notícies del progressiu deteriorament del cenobi, que començà a caure en decadència, en part pel nomenament d'abats comendataris que al no residir al monestir, no feien complir la disciplina. El procés quedà definitivament segellat amb la desafecció de 1592 i ja el 1690 és documentada en estat ruïnós. Amb la desamortització de 1835 el general liberal empordanès Ramón de Nouvilas comprà la propietat i tancà l'església al culte.
L'any 1931 va ser declarat "Monumento Nacional", encara que hi continuaren vivent els masovers, que convertiren l'església en magatzem i estable, fins a l'any 1979, quan també començaren diverses campanyes de restauració i d'excavació que han posat al descobert unes pintures romàniques del segle xii, de gran qualitat, a l'absidiola sud de la basílica, així com les restes d'una tercera església o cel·la (la més primitiva), envoltada de tombes antropomòrfiques.
Entre els anys 1983 i 1984 començà una altra intervenció en la que es va realitzar l'aixecament de plànols, la formació d'una escala d'entrada i la consolidació parcial de l'edifici annex de l'antiga masoveria. El mateix any es començaren les negociacions amb la família Fina de Nouvilas, descendents del general, que finalment cediren el conjunt a l'ajuntament de Rabós l'any 1994, qui va formar un patronat per encarregar-se dels afers del monestir.
El 1995 s'encarregà un projecte general a Joan Falgueras i Font. Els anys 2004-2005 es realitzaren diferents excavacions i també s'arranjà el camí que va de Rabós a Colera. Actualment encara està en procés restauració.
L'any 1836, per la desamortització de Mendizábal, la comunitat de Sant Pere de Besalú es va extingir i tots els seus béns van ser posats a subhasta. El monestir de Sant Quirze de Colera, amb totes les seves pertinences i terres, va ser adquirit pel general liberal Ramon de Nouvilas i de Ràfols, els descendents del qual n'han estat propietaris fins que el 1994 el van vendre a l'Ajuntament de Rabós per la quantitat simbòlica de 1.000 pessetes.

## Protecció i situació actual
El conjunt fou declarat Monument Historicoartístic Nacional el 1931 i està emparat per la llei del Patrimoni Cultural català de 1993 com a Bé Cultural d'Interès Nacional. Es troba inclòs en el Paratge Natural d'Interès Nacional de l'Albera. Després de l'adquisició dels edificis a la família Nouvilas (1994), l'Ajuntament de Rabós creà el Patronat Municipal de Sant Quirze de Colera, amb representació de diferents institucions, que té per objectiu promoure'n la recuperació, l'estudi i la difusió. Des d'aleshores s'hi han efectuat campanyes d'excavacions arqueològiques i intervencions de consolidació i restauració.
En el marc d'aquestes campanyes i intervencions, s'han recuperat pintures romàniques del segle xii en un dels arcs i s'han localitzat tombes antropomòrfiques al refetor que confirmen la primera ocupació medieval de la zona en el segle viii. Després d'estar tancat al públic durant molts anys, el monument és visitable des de 2007 i s'hi celebren concerts d'estiu.

## Galeria d'imatges

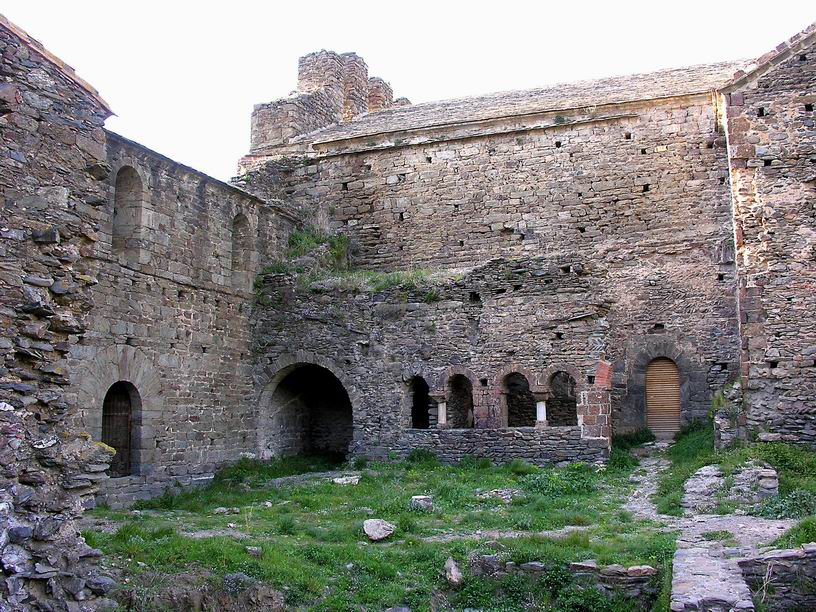
Claustre
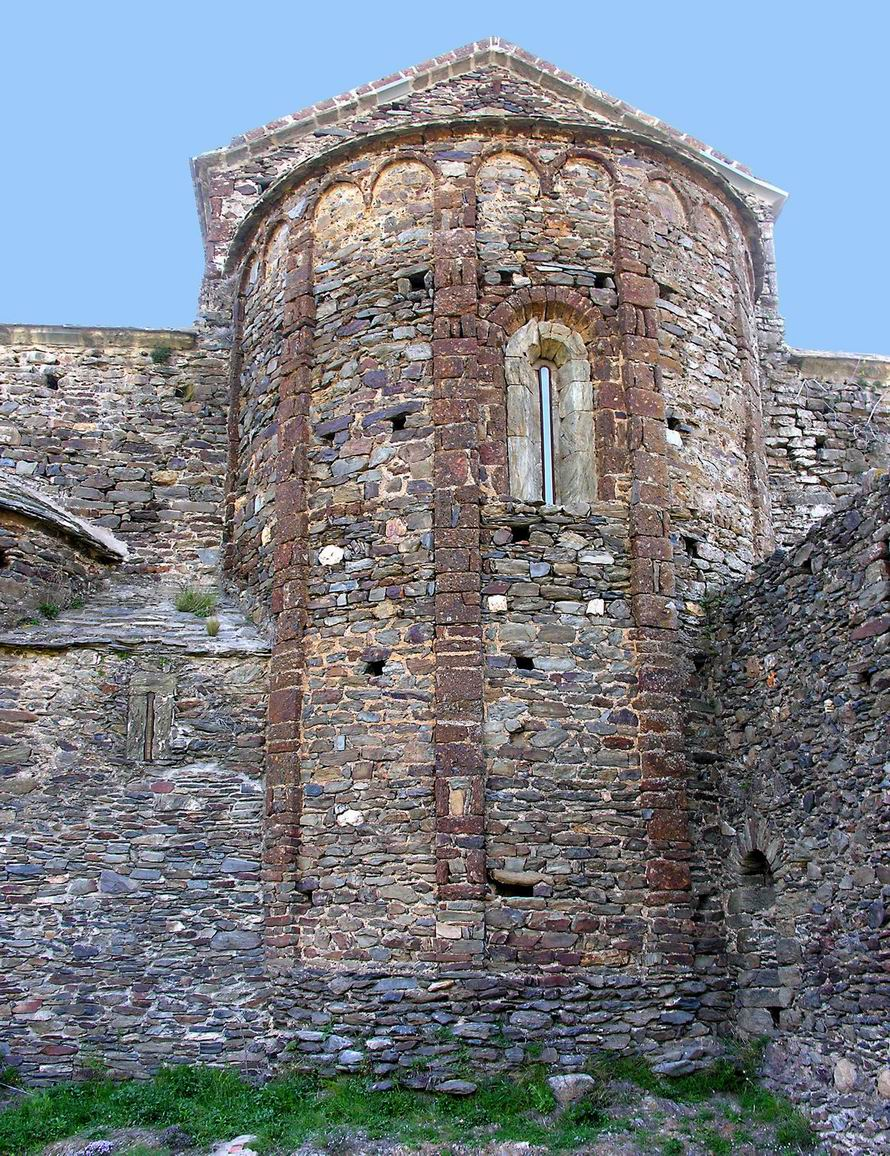
Absis central
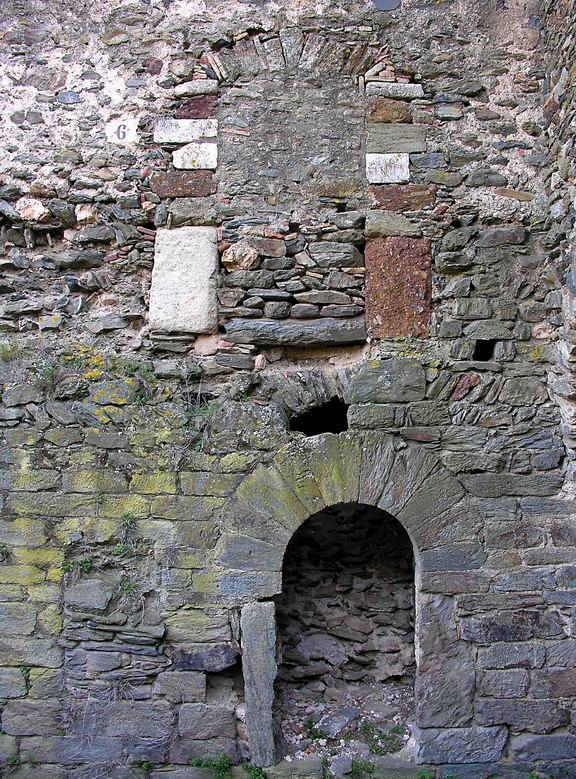
Detall
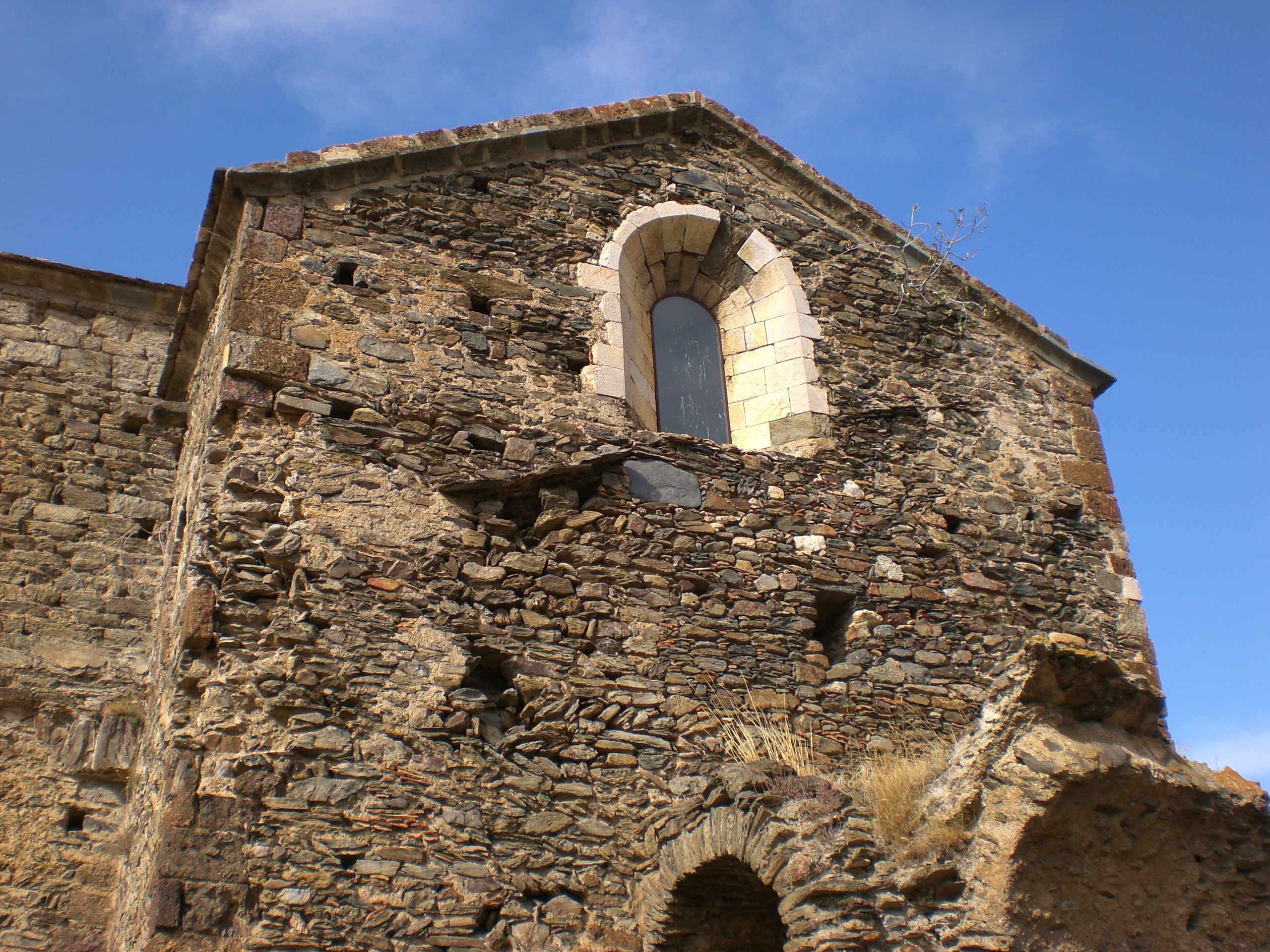
Finestra oriental del transsepte
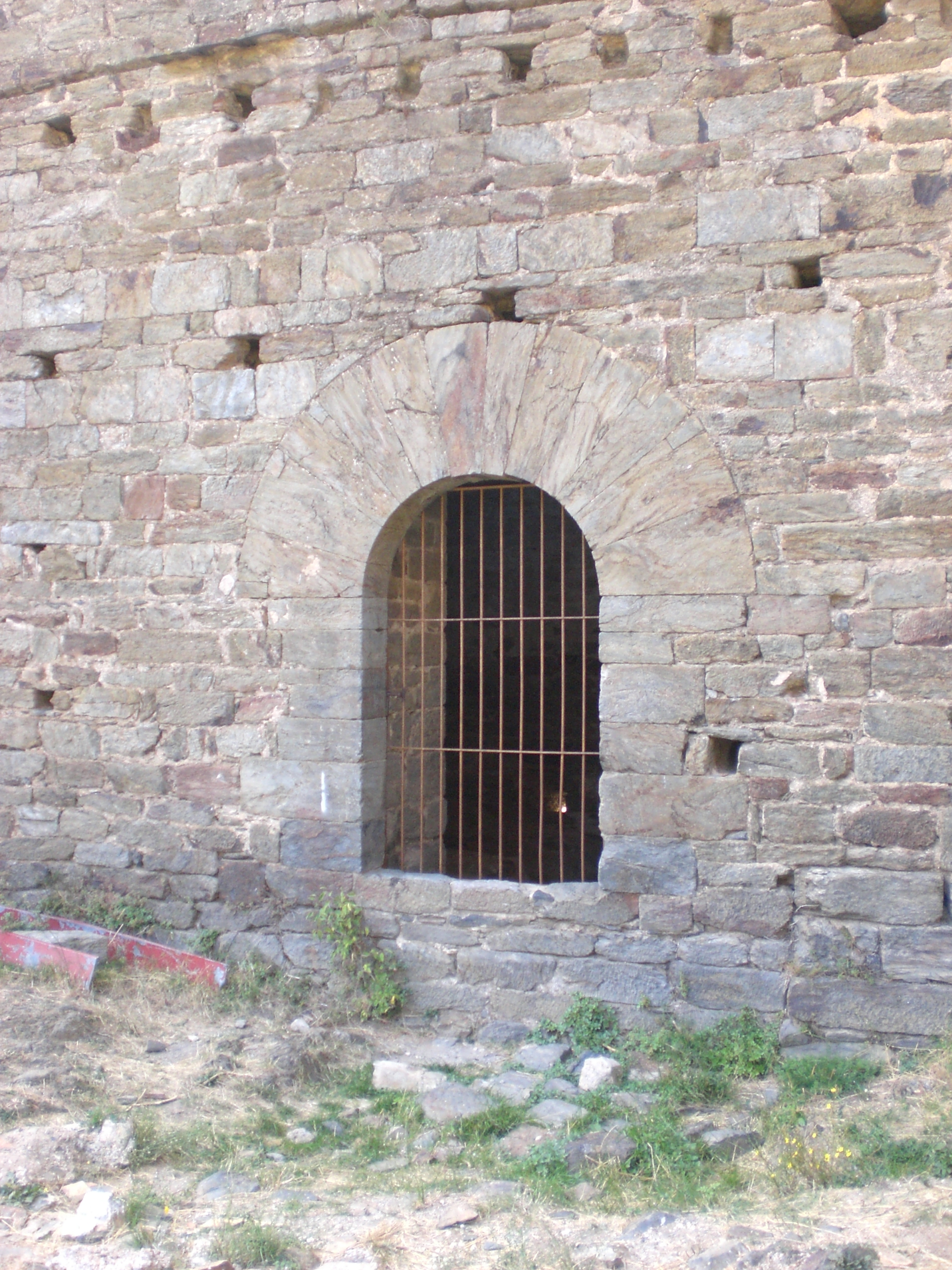
Porta adovellada per accedir a les dependències
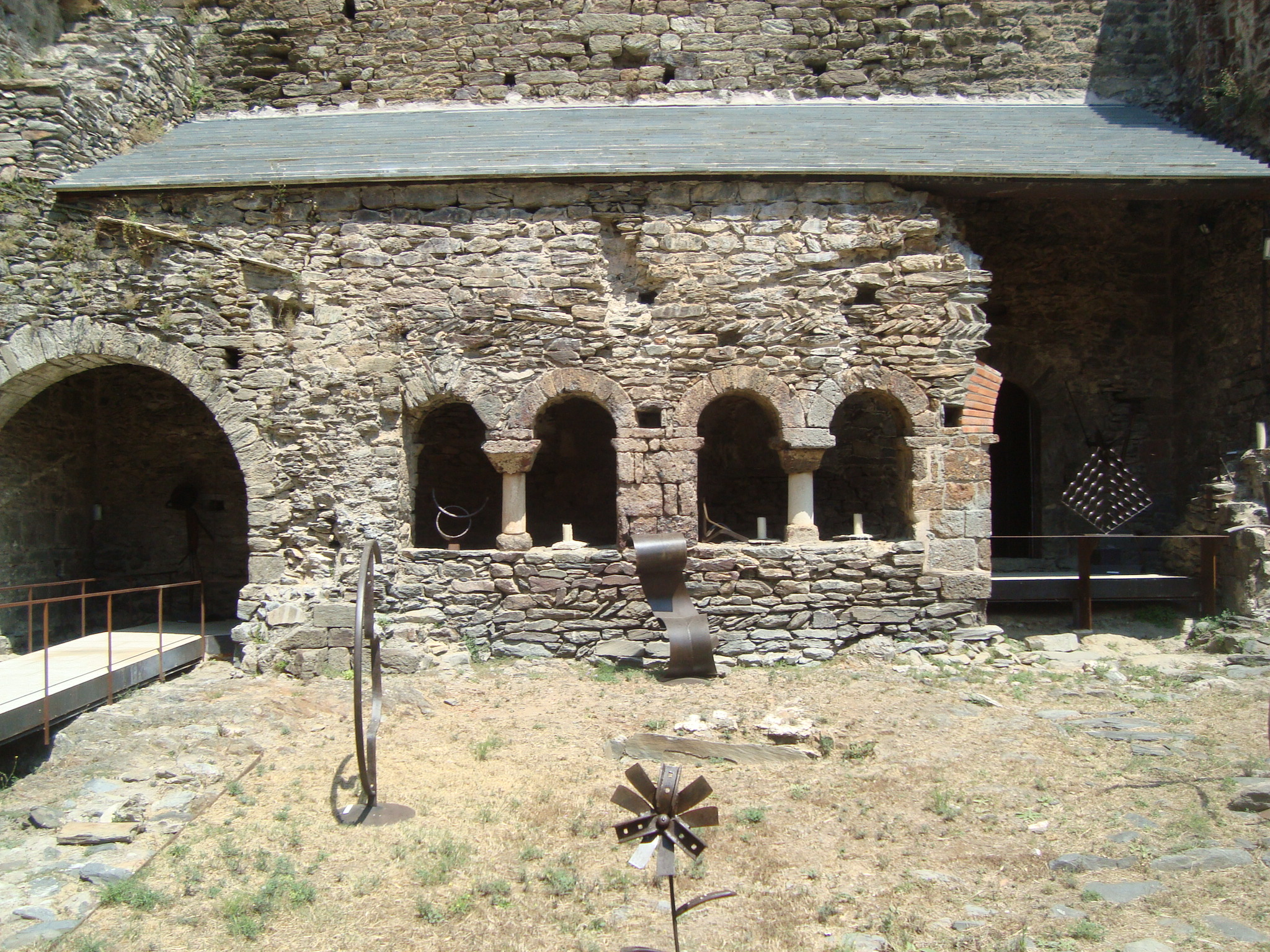
Claustre a la part de ponent
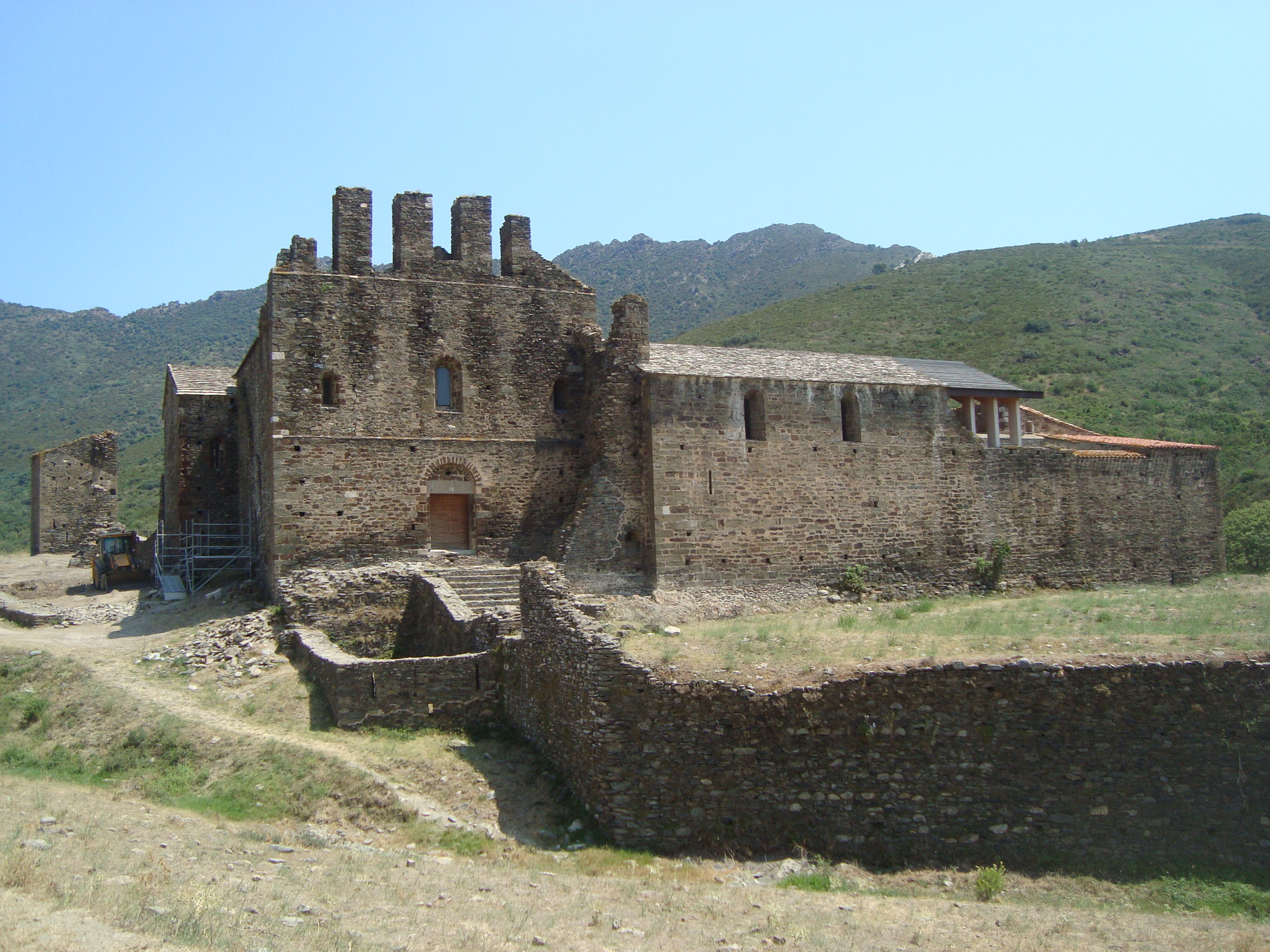
Vista del Monestir per l'entrada de la part de ponent
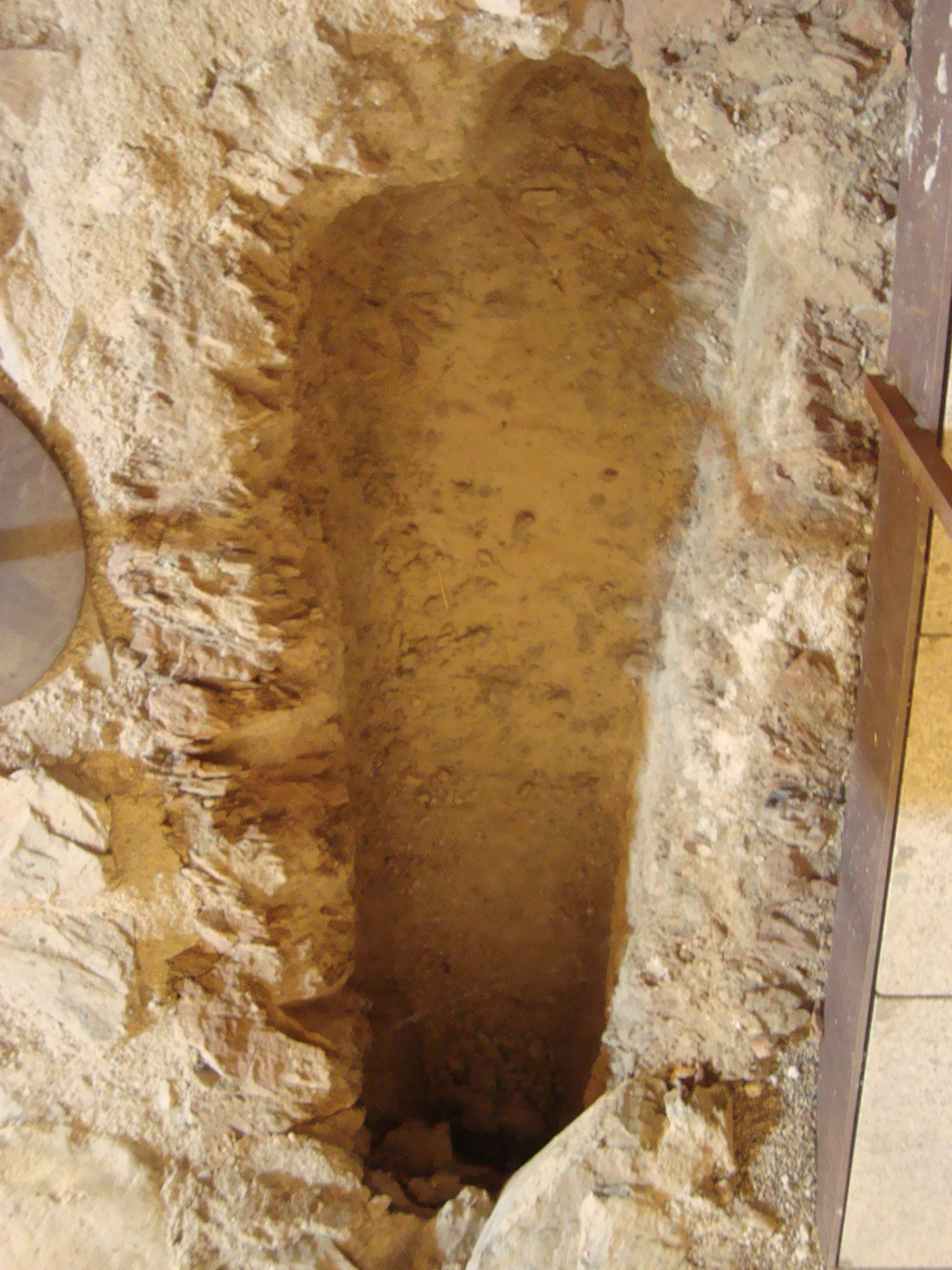
Tomba antropomòrfica (excavada a la pedra)
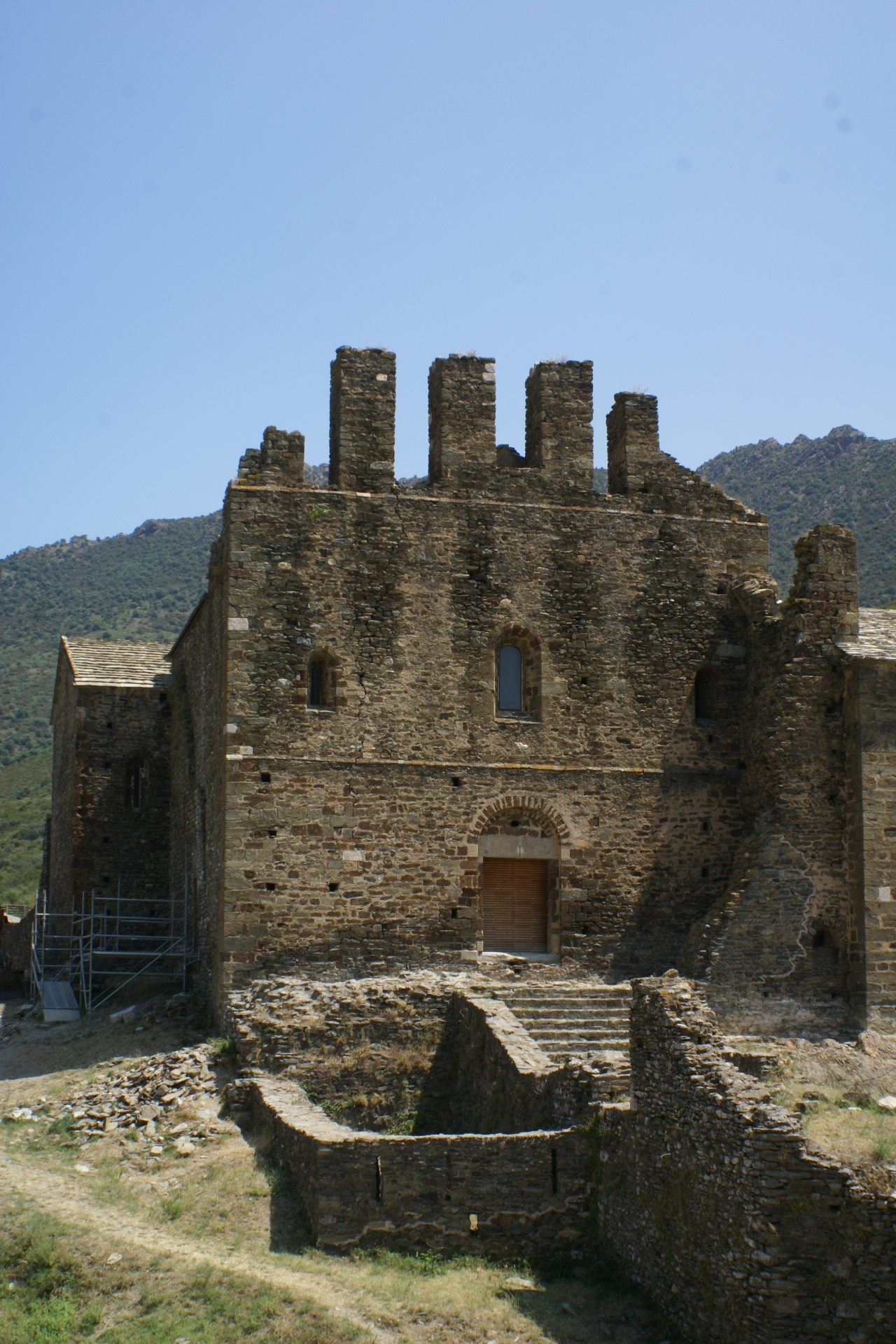
Entrada al Monestir per la part de ponent
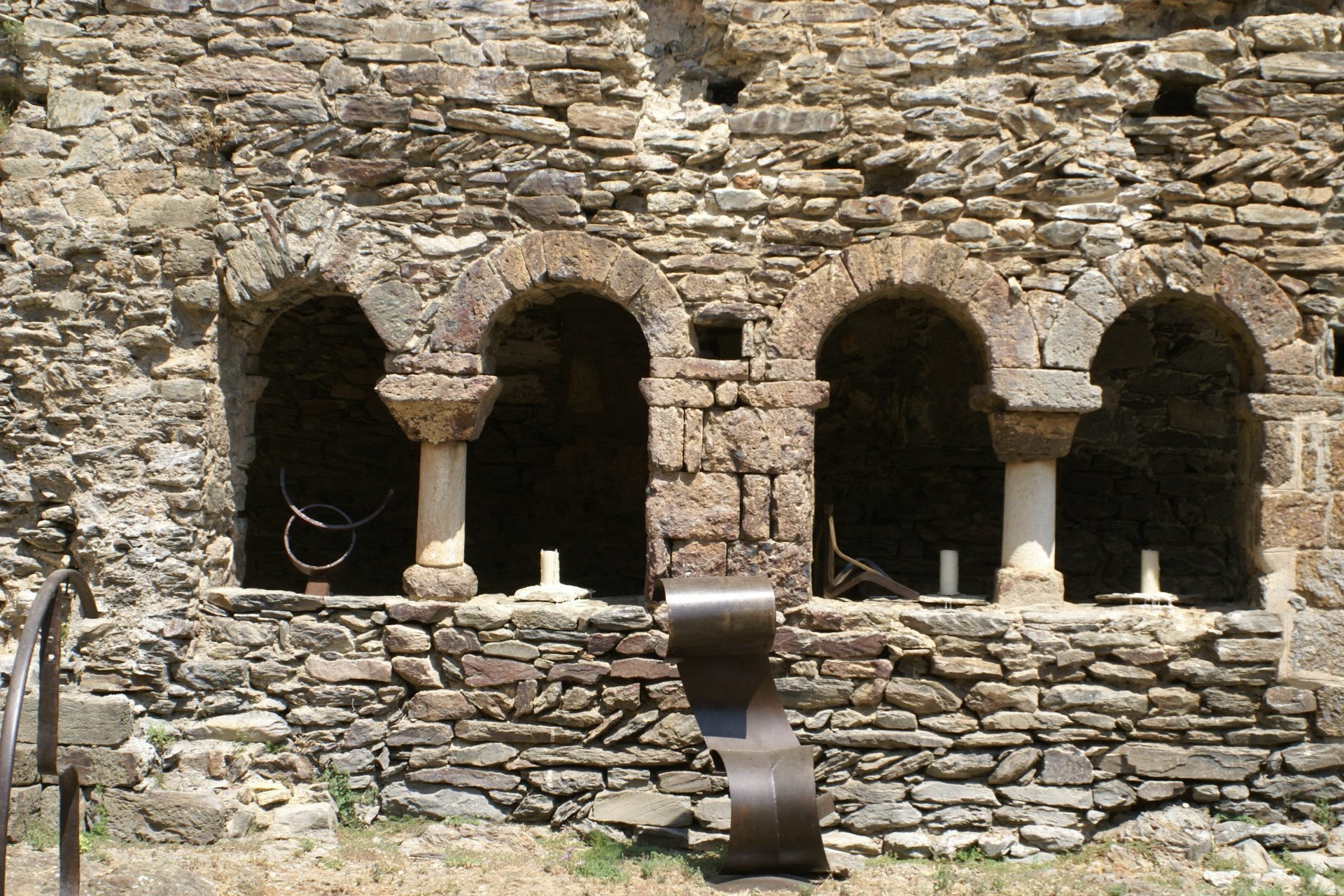
Detall del Claustre
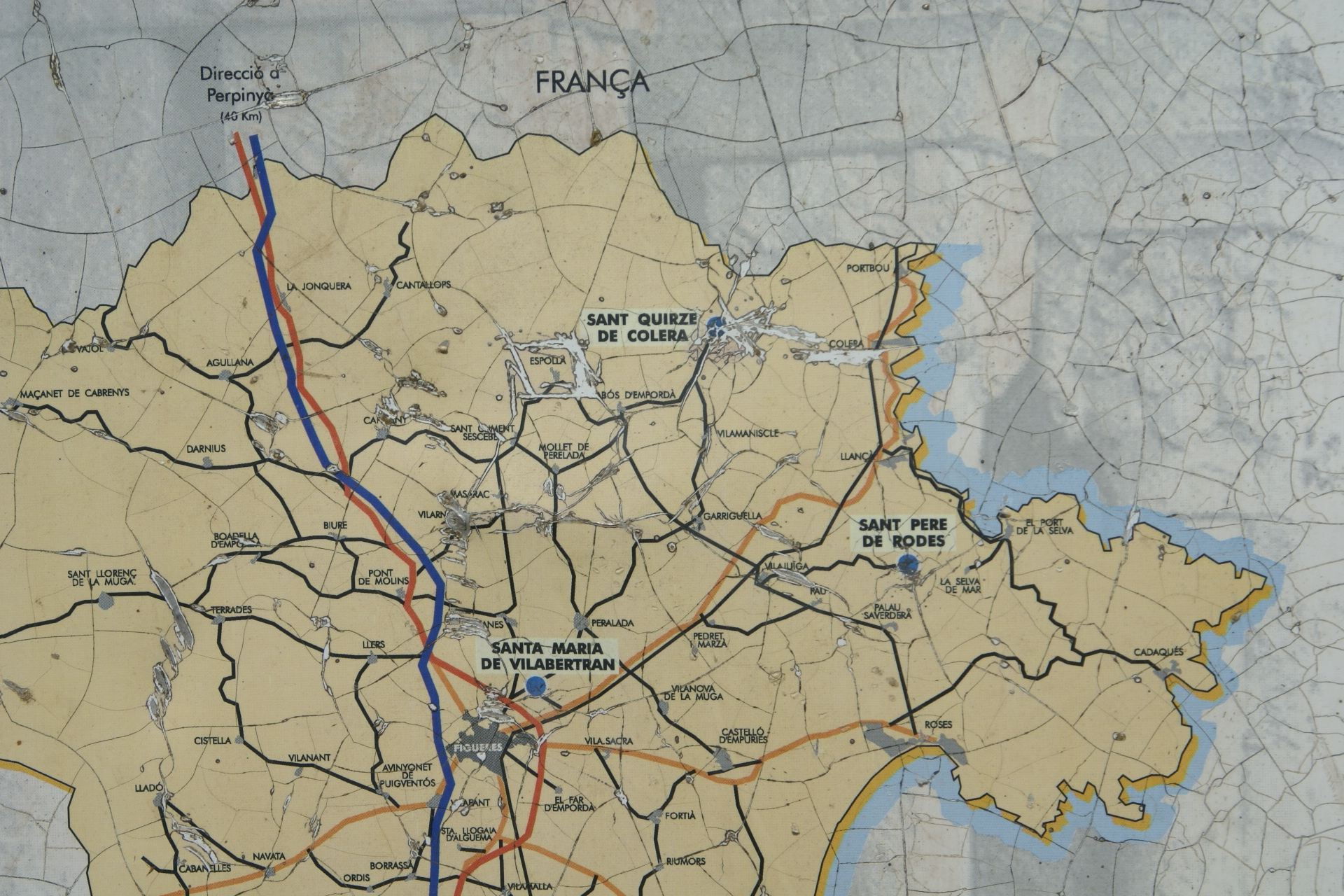
Mapa de localització a l'Alt Empordà
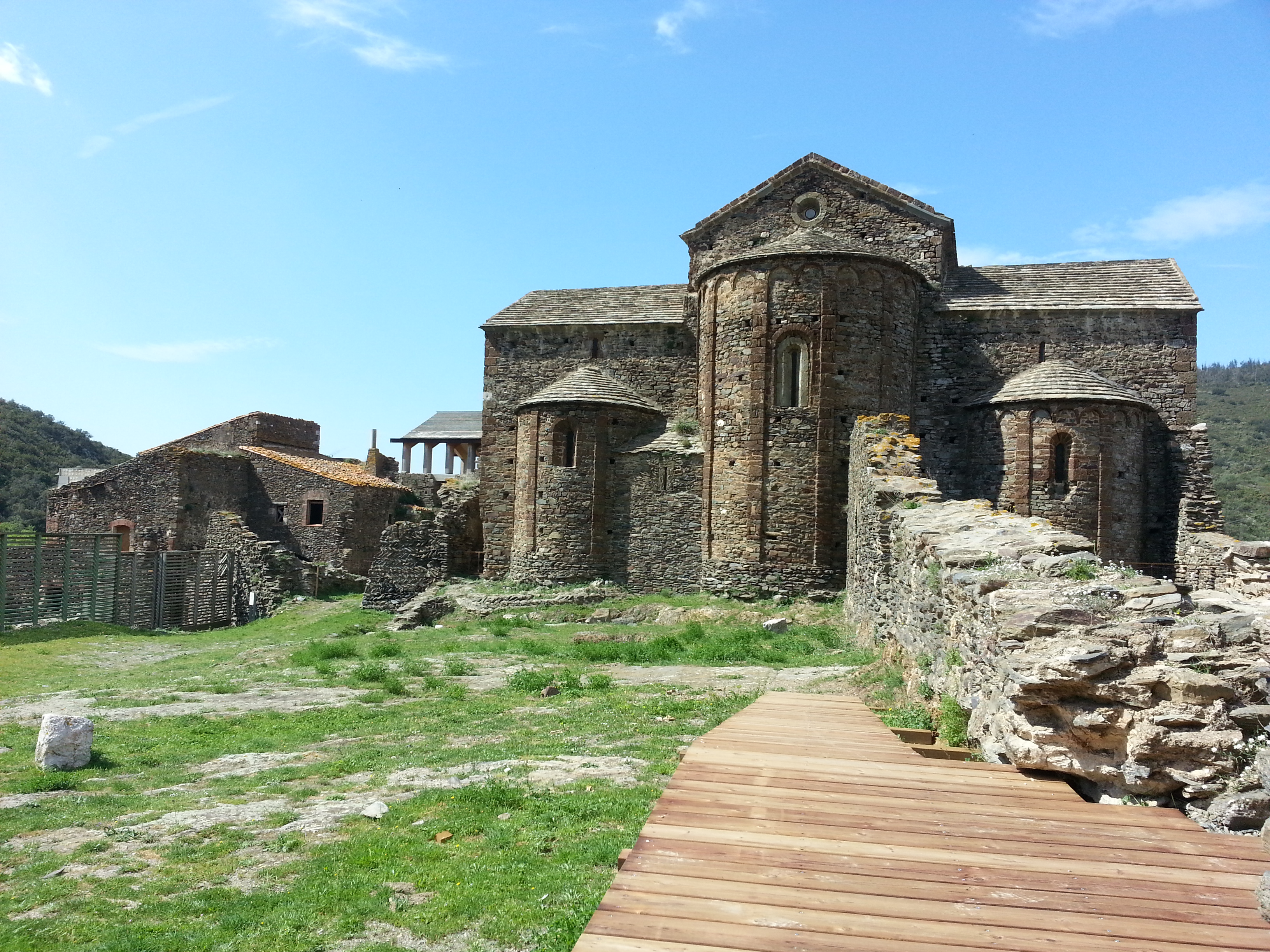
Absis del Monestir de Sant Quirze de Colera